# Пеквотски рат
Пеквотски рат (1636—1638), је био оружани сукоб на територији Нове Енглеске између староседелаца Пеквота на једној страни и енглеских колониста из колонија Масачусетс Беј, Плимут, Конектикат и Сејбрук и њихових савезника Мохиганаца и Нарагансета на другој страни. 
Рат је окончан потпуним поразом Пеквота, који су пре рата били најзначајнији староседелачки народ Нове Енглеске. Након рата колонијалне власти су их прогласиле изумрлим. Један део преживелих је остао у пеквотским областима, али као део других домородачких народа, пре свих Мохиганаца. 

## Узрок
Дугогодишње напетости у односима између енглеских Пуританаца из Масачусетса (колоније Масачусетс Беј и Плимут) и Конектиката (колонија Сејбрук и колонија Конектикат (градови Хартфорд, Ведерсфилд и Виндзор)) и Пеквота, довеле су 1636. до избијања рата. Такође су између различитих домородачких народа постојале несугласице, везане за трговину крзном са Европљанима, пре свега између Пеквота и Мохиганаца. Док су Пеквоти трговали са Холанђанима, Мохиганци су трговали са Енглезима. Један од значајнијих догађаја био је напад Пеквота на групу Матабесета у близини холандске трговинске постаје Кућа добре наде, у коме су неки од њих били убијени. До овог напада је дошло, јер су Пеквоти желели да искључиво они тргују са Холанђанима. Холанђани су реаговали тако што су киднаповали и касније убили пеквотског сахема Татобема. Ипак, Холанђани и Пеквоти су изгладили односе, а Пеквоти су успоставили монопол на трговину са Холанђанима.
До заоштравања односа између Енглеза и Пеквота дошло је 1634. када су пеквотски вазали Западни Ниантици убили енглеског трговца Џона Стоуна и 7 чланова његове посаде. Пеквоти су понудили неколико могућих објашњења за његово убиство, једна од могућности је била освета за претходно убиство пеквотског сахема Татобема, које су извршили Холанђани. У том случају разлог убиства Стоуна и његове посаде би могао бити то што су Индијанци мислили да су они Холанђани. Према другој верзији Џон Стоун је убијен, јер је киднаповао групу Западних Ниантика и присилио их да му буду водичи, циљ му је био да киднапује ниантичке жене и децу, које би затим продао у робље.
Након убиства другог енглеског трговца Џона Олдама у јулу 1636, који је убијен у близини острва Блок Ајленд, а кога су убили нарагансетски вазали Источни Ниантици, дошло је до напада Енглеза на Пеквоте, чиме је започео Пеквотски рат. Енглези су напали Пеквоте, јер су они дали уточиште убицама Џона Олдама. Након избијања рата Мохиганци и Нарагансети су ушли у рат на страни Енглеза. 

## Ток Рата
У знак одмазде за напад на своје село Пеквоти су опсели енглеску тврђаву Сејбрук. У току јесени и зиме 1636. тврђава Сејбрук се налазила под опсадом. Априла 1637. Пеквоти су са савезницима из матабесетског племена Вонганк напали град Ведерсфилд, при чему су убили 6 мушкараца и 3 жене, а 2 девојке су заробили (кћерке Вилијама Свејна за које су касније откуп платили Холанђани).
Следеће године у мају 1637. удружене снаге енглеских колониста (из градова Хартфорд, Ведерсфилд и Виндзор) и домородачких савезника Мохиганаца и Нарагансета напале су и уништиле пеквотску тврђаву Мистик. Вође колониста из 3 енглеска града у Конектикату (Хартфорд, Ведерсфилд и Виндзор) састале су се у Хартфорду, где су основале милицију и за њеног команданта поставили Џона Мејсона. Под командом Мејсона налазило се 90 припадника конектикатске милиције и 70 мохиганских ратника под командом сахема Ункаса. Њихов задатак је био напад на пеквотске тврђаве Мистик и Вајншокс. Њима се у тврђави Сејбрук придружило 20 војника колоније Масачусетс беј под командом Џона Андерхила. Они су затим на 3 брода отпловили до залива Нарагансет, где им се придружила група од 200 нарагансетских ратника. Одатле су одмарширали до пеквотске тврђаве Мистик. Због исцрпљености, Енглези су одлучили да нападну само тврђаву Мистик. Рано у зору 26. маја 1637. напали су тврђаву, у којој се у том тренутку налазио мали број пеквотских ратника. Након што су пеквотски ратници пружили јак отпор, капетан Мејсон је схватио да је једини начин да поразе Пеквоте изазивање пожара у тврђави. Након што су Енглези запалили пеквотске Вигваме, повукли су се из тврђаве у којој се убрзо пожар проширио. Енглези су формирали прстен око тврђаве и пуцали су на сваког ко је покушао да побегне, Мохиганци и Нарагансети су формирали спољни прстен и убијали су сваког ко би успео да побегне Енглезима. У року од једног сата између 400 и 500 Пеквота већином жена и деце било је убијено. Само 7 Пеквота је живо заробљено и 7 је успело да побегне. Урођенички савезници, Нарагансети и Мохиганци, били су запрепашћени суровошћу коју су показали Енглези масовним убијањем пеквотских жена и деце.
Након уништења тврђаве Мистик, Енглези и Мохиганци су започели повлачење на запад ка ушћу реке Темзе, где је требало да се укрцају на своје бродове, а њихови Нарагансетски савезници су се повукли на исток ка својој територији. У току повлачења Енглезе и Мохиганце су нападали пеквотски ратници. Према извештају Џона Андерхила у овим нападима је погинуло више пеквотских ратника него у масакру у тврђави Мистик.
Андерхил, рањени Енглези и део Мохиганаца се укрцао на бродове и отпловио ка тврђави Сејбрук. Мејсон, преостали Енглези и већина Мохиганаца је преко ноћи остала на западној обали реке Темзе. Сутрадан су одмарширали до реке Конектикат, одакле су пребачени у тврђаву Сејбрук. Током повлачења заробљено је 10 пеквотских ратника и 8 жена. Од 10 ратника, 6 је погубљено, а од 4 поштеђена, сваком од индијанских сахема је дат по један. Четири жене су остале у тврђави, а 4 су послате узводно у друге конектикатске градове. Убрзо је дошло до спора између Енглеза и Мохиганаца око расподеле жена, који су Енглези решили тако што су погубили жене.
Пеквоти су након уништења тврђаве Мистик напустили своја насеља у страху од нових напада и поделили су се у мање групе. Последња значајна битка „Ферфилд Свомп Фајт” десила се 13. јула у мочвари која се данас зове мочвара Пеквот, она је истовремено и једина битка у рату у којој су Пеквоти користили ватрено оружје. Након неколико сати борбе и обећања Енглеза да неће бити убијене, пеквотске жене су се предале, после рата све су продате у ропство. Већина пеквотских ратника је успела следећег јутра да се пробије кроз енглеске линије и да побегне.
Неколико сати пре него што су Енглези дошли до мочваре, сахем Сасакус је са још 6 сахема, неколико жена и 20 ратника побегао на север на територију Мохока, где су желели да траже њихову помоћ у борби против Енглеза. Крајем јула 1637. група ратника Мохока и Мохиганаца је изненада напала њихове вигваме. Сахем Сасакус је одмах убијен, а неколицина Пеквота која је успела да побегне је убрзо ухваћена и погубљена.

## Крај рата и последице
Пеквотски рат је формално завршен потписивањем Хартфордског споразума 21. септембра 1638. Према споразуму преживели Пеквоти су подељени између Мохиганаца и Нарагансета и забрањено им је да се називају Пеквоти. Пеквотима је споразумом забрањено да се икада више врате на своју земљу.
Око 1.500 Пеквота је убијено у току рата. Остали су били заробљени и постали су робови или слуге. Неки су успели да побегну и да се придруже Мохоцима или Ниантицима на Лонг Ајленду. На крају, део Пеквота се вратио на своју традиционалну земљу, где су неки пеквотски родови „пријатељски” (према Енглезима) успели да опстану. Већина заробљених је додељена савезничким народима Мохиганцима и Нарагансетима, али су многи продати у ропство на острву Бермуда.